# Lều tuyết

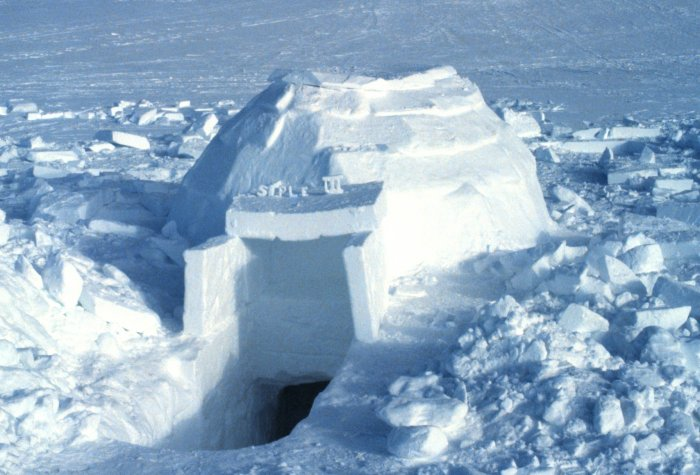
Lều tuyết

Lều tuyết hay igloo (tiếng Inuit: iglu, âm tự Inuktitut: ᐃᒡᓗ, có nghĩa là "nhà"), đôi khi cũng có thể gọi là nhà tuyết, là một nơi để trú thân được xây bằng các tảng tuyết, thông thường có dạng như một mái vòm. Mặc dù lều tuyết thường có liên hệ với tất cả người Inuit nhưng phần nhiều chúng được xây bởi những người vùng Trung Bắc Cực của Canada và vùng Thule của Greenland. Các dân Inuit khác có chiều hướng dùng tuyết để cách nhiệt nhà làm bằng xương cá voi và da thú. Việc sử dụng tuyết là vì trong thực tế tuyết là một chất cách nhiệt (vì mật độ thấp của nó). Bên ngoài, nhiệt độ có thể thấp đến -45 °C (-49 °F), nhưng nhiệt độ bên trong có thể từ khoảng -7 °C (19 °F) đến 16 °C (61 °F) khi chỉ cần được thân nhiệt làm ấm lên.

## Các loại lều tuyết

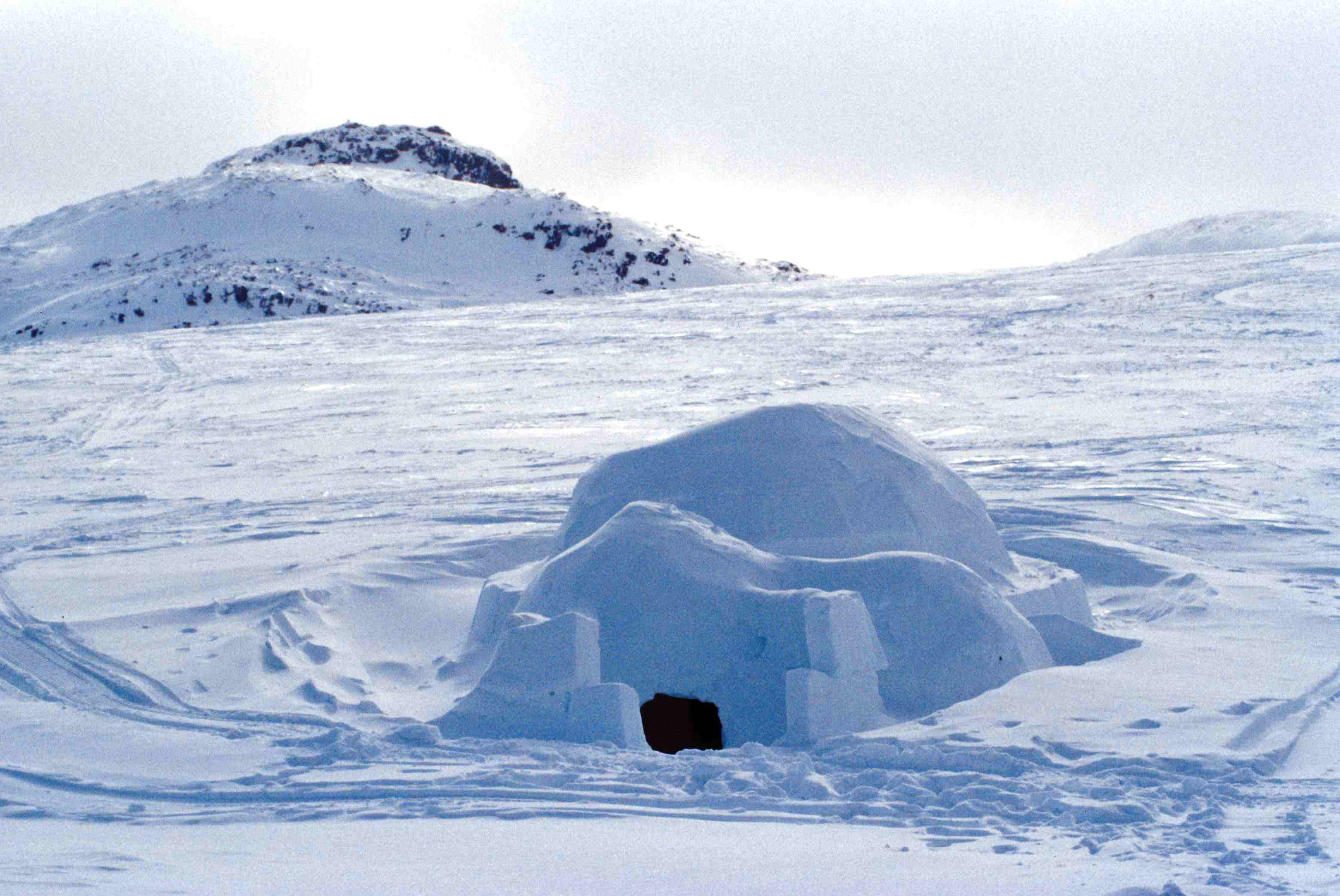
Lều tuyết lớn trước Cape Dorset, Nunavut tại vùng miền nam Đảo Baffin

Có ba loại lều tuyết, tất cả đều có khổ lớn nhỏ khác nhau và được dùng trong các mục đích khác nhau.
Loại nhỏ nhất trong ba loại được xây để làm nơi tạm trú. Các thợ săn trong lúc đi trên vùng đất hoặc vùng biển đóng băng cắm trại trong một lều tuyết như thế một hoặc hai đêm.
Khổ lớn kế tiếp là loại bán thường trú là nơi cư trú gia đình có khổ trung. Thường thường lều tuyết loại này là một nơi cư trú có một phòng đơn làm nhà cho một hoặc hai gia đình. Có chừng vài lều tuyết loại này trong một vùng nhỏ tạo thành một "làng Inuit".
Loại khổ lớn nhất thông thường được xây theo nhóm gồm hai lều tuyết. Một trong hai lều tuyết như vậy là nhà lều tuyết tạm, được xây cho một dịp gì đó đặc biệt và một nhà lều tuyết khác được xây bên cạnh để ở. Lều tuyết khổ này được xây cả bằng cách nới rộng một lều tuyết nhỏ hoặc xây mới hoàn toàn. Những lều tuyết loại khổ lớn này có thể có đến năm phòng và chứa đến 20 người. Một lều tuyết lớn có thể được xây từ nhiều lều tuyết nhỏ thông qua nhau bằng các đường hầm và có lối chung dẫn ra bên ngoài. Những nhà lều loại này được dùng để tổ chức những buổi lễ, tiệc cộng đồng, những buổi nhảy múa truyền thống (xem âm nhạc Inuit).

## Xây lều tuyết

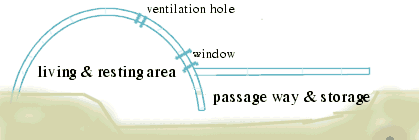
Lều tuyết, biểu đồ nhìn ngang; mở về tay phải. Màu vàng biểu thị mặt đất.

Tuyết dùng để xây một lều tuyết phải có đủ sức chịu đựng kết cấu để bị cắt ra và xếp chồng đúng cách. Tuyết tốt nhất để dùng cho mục đích này là tuyết đã bị gió thổi bay. Gió có thể giúp kết chặt lại các tinh thể đá. Đôi khi, một đường hầm ngắn được xây ở lối vào để giảm gió và giảm sự mất nhiệt khi mở cửa. Vì đặc tính cách nhiệt tốt của tuyết, các lều tuyết dùng để ở thật đáng ngạc nhiên là rất dễ chịu ở bên trong. Trong vài trường hợp, một tảng nước đá được gắn vào để cho ánh sáng bên ngoài có thể lọt vào trong lều tuyết.

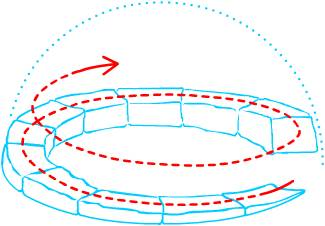
Lều tuyết, phương pháp xếp gạch bằng tuyết

Về phương diện kiến trúc mà nói thì lều tuyết là một mái vòm có một không hai. Nó có thể được xây cao lên bằng các tảng (khối) độc lập dựa vào nhau và có thể được mài phẳng để nằm gọn vào nhau mà không cần có một cấu trúc nâng đỡ phụ nào trong lúc xây dựng. Lều tuyết, nếu xây đúng cách, sẽ chịu nổi sức nặng của một người đứng trên nóc. Cũng nói thêm, trong lều tuyết truyền thống của người Inuit, nhiệt tỏa ra từ kulliq (đèn đá) làm tuyết bên trong tan ra chút ít. Việc nóng chảy và rồi đóng băng lại tạo nên một lớp băng và góp phần làm cho lều tuyết thêm chắc chắn.

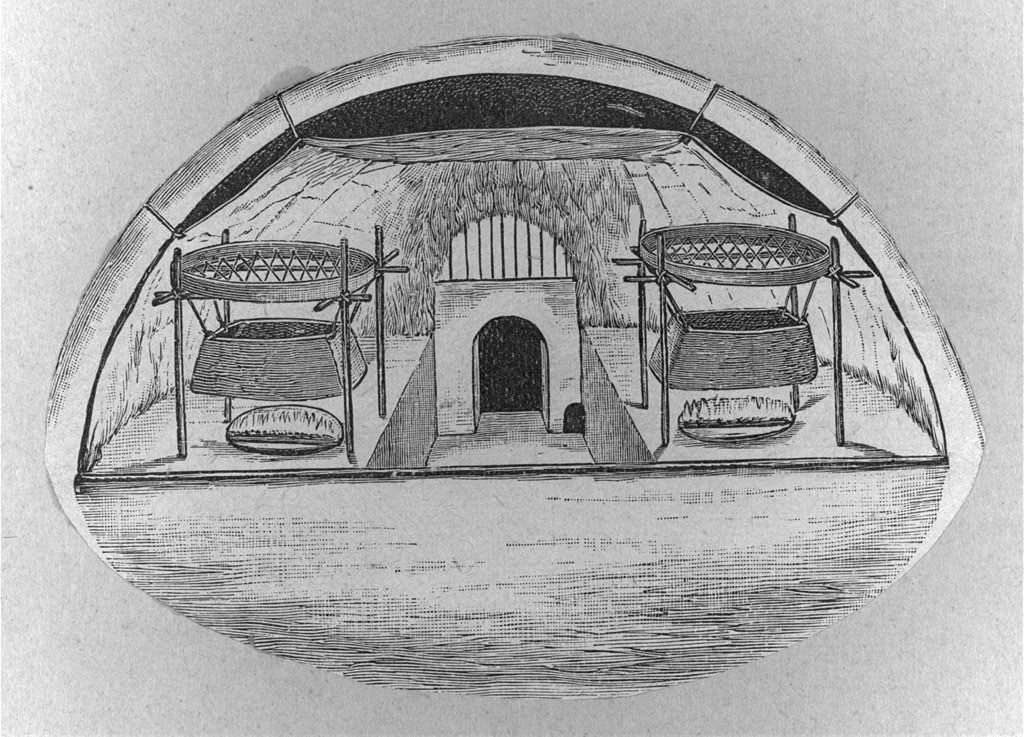
Một hình vẽ năm 1916 về cảnh bên trong một lều tuyết Alaska

Khu để ngủ được nâng lên cao so với nơi có lối vào lều tuyết. Vì không khí nóng bốc lên cao trong khi không khí lạnh hơn chìm xuống nên khu lối vào đóng vai trò như một cái bẫy giữ không khí lạnh trong khi khu để ngủ giữ nhiệt được tạo ra bởi đốt đèn, nấu ăn hay thân nhiệt của người.

## Cải tiến
Người Inuit miền Trung, đặc biệt là những người sống quanh vùng Davis Strait, gắn da thú vào nơi nghỉ ngơi để tăng nhiệt độ bên trong từ khoảng 2 °C (36 °F) đến 10-20 °C (50-68 °F).

## Huy hiệu
Lều tuyết xuất hiện phía trên đỉnh của huy hiệu của Nunavut, ngay dưới vương miện của Nữ hoàng.

## Những loại nhà tuyết khác

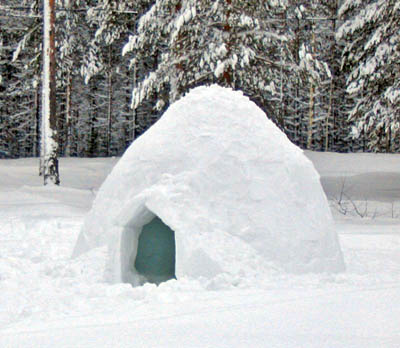
Một nhà tuyết xây tại Phần Lan

Để giải trí hoặc cắm trại mùa đông và những mục đích sinh tồn, người ta có thể xây một loại chòi che bằng tuyết đơn giản nhưng tương tự (một vài nơi gọi là quinzhee) bằng cách xây lên một đống tuyết lớn và rồi đào khoét bên trong. Tuyết không cần phải là cùng chất lượng như dùng để xây lều tuyết, và việc xây dựng cũng dễ dàng hơn. Những chòi che như thế thông thường không vững chắc và lâu bền như các lều tuyết xây đúng cách. Sau khi tuyết được gom thành đống, chúng cần được nén nhỏ lại bắng cách vỗ chúng lại bằng tay hoặc bằng một cái xẻng bởi vì một đống tuyết mới gom lại có thể không ổn định.
Trước khi đào bới vào trong, người ta có thể để cây trên mái và tường khoảng 10 in (25 cm) sâu bên trong để làm dấu khi đào khoét vào bên trong. Một mẹo vặt dùng để xây nhà tuyết nhanh và ít tốn công sức là trước tiên làm một cái hộp giấy cứng và rồi đổ tuyết lên cái hộp đó. Sau đó cắt một cái cửa và lôi cái hộp giấy ra. Điều này có nghĩa là người ta dùng ít tuyết hoặc có thể xây một nhà tuyết lớn hơn nhiều.
Để cho nhà tuyết vững chắc hơn, người ta nên đổ nước trên nhà tuyết sau khi cắt cửa vào cho nó. Việc này làm cho nhà tuyết chắc hơn và kiên cố hơn; hơn nữa vì nó trơn trợt nên làm những người muốn trèo lên mái nhà nản lòng. Người ta leo lên mái nhà là lý do chính tại sao nhà tuyết bị sụp. Nhà tuyết bị sụp thì rất nguy hiểm cho ai bị kẹt bên trong. Giống như đang kẹt trong một vụ tuyết lở, sức nặng của tuyết thường làm cho việc đào bới giải thoát nạn nhân ra là không thể nào. Ngạt thở có thể xảy ra nếu như người bên trong không được giải thoát kịp thời.